# Negoslavci
Negoslavci su naselje i općina u Hrvatskoj, u Vukovarsko-srijemskoj županiji. Negoslavci su jedino naselje u općini i smješteni su južno od grada Vukovara na državnoj cesti D57. Suvremena općina osnovana je 1997. godine izdvajanjem iz sastava Općine Bogdanovci na temelju odluke prijelazne uprave UNTAES kako bi se srpskoj nacionalnoj manjini u Podunavlju osigurala zastupljenost u mjesnoj samoupravi.

## Zemljopis
Ukupna površina ppćine iznosi 21,21 km2. Općina Negoslavci ravničarska je općina s blago izraženim padinama Fruške gore. Državna cesta D57 povezuje općinu s ostatkom zemlje dok je u prošlosti kroz naselje prolazila i uskotračna željeznica Vukovar-Ilača koja je naselje povezivala i sa željezničkom prugom Zagreb – Beograd
- Geografski položaj Općine Negoslavci

## Stanovništvo
Etničke grupe u Negoslavcima (2011.)
██ Srbi (96,86 %)
██ Hrvati (1,78 %)
██ Ostali (1,36 %)
1991. godine, prema tadašnjem popisu stanovnika, u Negoslavcima su živjela 1682 stanovnika, od kojih je bilo 1594 Srba, 35 Jugoslavena, 25 Hrvata, po 4 Rusina i Ukrajinaca, 2 muslimana, 1 Slovak i 17 ostalih i neizjašnjenih.
Prema popisu stanovništva iz 2001. godine, Negoslavci su imali 1466 stanovnika od kojih je najveći dio srpske narodnosti.
Popisom stanovništva iz 2011. godine, utvrđeno je da su u Negoslavcima živjela 1463 stanovnika. Od toga 1417 Srba, 26 Hrvata (1,78 %), 4 Mađara (0,27 %), 3 Rusina (0,21 %), 2 Makedonca (0,14 %), 2 Ukrajinca (0,14 %), 1 Bošnjak (0,07 %), 1 Crnogorac (0,07 %), 1 Nijemac (0,07 %) te 5 ostalih i neizjašnjenih.

### Jezici
Temeljem Ustavnog zakona o pravima nacionalnim manjina Općina Negoslavci je uz hrvatski jezik, u ravnopravnu službenu uporabu na području ove općine uvela i srpski jezik i ćirilično pismo.
| broj stanovnika | 893   | 1126  | 1069  | 1295  | 1426  | 1391  | 1367  | 1758  | 1408  | 1376  | 1506  | 1795  | 1698  | 1682  | 1466  | 1463  | 983   |
|                 | 1857. | 1869. | 1880. | 1890. | 1900. | 1910. | 1921. | 1931. | 1948. | 1953. | 1961. | 1971. | 1981. | 1991. | 2001. | 2011. | 2021. |

| broj stanovnika | 893   | 1126  | 1069  | 1295  | 1426  | 1391  | 1367  | 1758  | 1408  | 1376  | 1506  | 1795  | 1698  | 1682  | 1466  | 1463  | 983   |
|                 | 1857. | 1869. | 1880. | 1890. | 1900. | 1910. | 1921. | 1931. | 1948. | 1953. | 1961. | 1971. | 1981. | 1991. | 2001. | 2011. | 2021. |

## Uprava
Do 1991. godine, Negoslavci su se nalazili u sastavu općine Vukovar, da bi preustrojem u Hrvatskoj dobili statut općine. U sastavu općine Negoslavci nalazi se samo jedno naselje - Negoslavci, te se iz tog razloga može svrstati u manje općine.

### Zajedničko vijeće općina
Negoslavci su jedna od sedam općina u hrvatskom Podunavlju koje sudjeluju u radu Zajedničkog vijeća općina, sui generis tijela koje usklađuje interese srpske zajednice u istočnoj Slavoniji, Baranji i zapadnom Srijemu na području Osječko-baranjske i Vukovarsko-srijemske županije. Iz Općine Negoslavci, kao podunavske općine sa srpskom većinom, biraju se 2 predstavnika u Skupštinu ZVO-a.

### Općinska uprava
Općinsko vijeće Negoslavaca čini 11 izabranih predstavnika koji se biraju na lokalnim izborima. Dominantna politička stranka na lokalim izborima u Negoslavcima od završetka procesa mirne reintegracije 1998. godine je Samostalna demokratska srpska stranka. Na lokalnim izborima 2017. godine sudjelovalo je 323 ili 30,62 % od 1055 upisanih glasača.

## Povijest
Naselje Negoslavci po prvi se put spominjanje u dokumentima iz 15. stoljeća. Pretpostavka je da je na mjestu današnjeg naselja postojala rimska naseobina, što potvrđuju razne iskopine iz toga doba. Utemeljenje sela najvjerojatnije je povezano s razdobljem Osmanskog vladavine u Panoniji, budući da njegovo postojanje nije zabilježeno u ranijim srednjovjekovnim dokumentima. Tijekom osmanske ere, Negoslavci su nazivani "Nigoslavci", a njihov pozamašni posjed protezao se sve do Sotina. Odlazak rimokatoličkih Hrvata iz Negoslavaca nakon osmanskog povlačenja iz Srijema dogodio se pod nerazjašnjenim okolnostima. Naknadno je selo naselila pravoslavna zajednica dovodeći stanovništvo na 51 kućanstvo do 1736. godine.
Prema lokalnoj tradiciji, podrijetlo naselja vuče korijene iz razdoblja Velike seobe Srba nakon Karlovačkog mira, kada se oko 15-20 srpskih obitelji koje su tražile utočište od osmanskih vlasti naselilo u današnjim Negoslavcima. Tijekom tog razdoblja selo je bilo u okviru Vukovarskog veleposjeda i bilo je u vlasništvu grofova Kufsteina sve do 1736. godine, kada je vlasništvo prešlo na grofa Philippa Eltza, nadbiskupa-elektora Mainza. Vukovarski veleposjed tada je obuhvaćao je 31 selo, uključujući Negoslavce.
Selo je u tom razdoblju prošlo kroz dugotrajnu demografsku stagnaciju zbog teških životnih uvjeta i epidemijskih bolesti. Značajnijeg pobpljšanja te slike nije bilo sve do sredine 19. stoljeća kada u selo dolaze obitelji iz Bačke. Do 1866. godine, stanovništvo sela dostiglo je 890 stanovnika i 170 kućanstava. Od tih stanovnika, 866 pravoslavnoj vjeri, dok su ostali uključivali rimokatoličke Hrvate i Nijemce.
Tijekom austro-ugarske uprave, Negoslavci su služili kao općinsko središte. Tijekom tog razdoblja dogodili se i značajan napredak sela, uključujući izgradnju novog općinskog poglavarstva 1901. godine, a potom i izgradnju nove školske zgrade 1909. godine. 1912. godine selo je povezano s uskotračnom željezniom na liniji između Vukovara i Ilače, s željezničkom stanicom smještenom otprilike jedan kilometar udaljenom od samog naselja.
Tijekom Drugog svjetskog rata u Jugoslaviji Johann Pfeiffer, član lokalne njemačke zajednice iz Vukovara, služio je kao upravitelj sela. Pfeifferova aktivna uključenost u pomaganje lokalnim Srbima da izbjegnu zarobljeništvo Wehrmachta i ustašog režima rezultirala je time da je njegova obitelj bila izuzeta iz kasnijeg protjerivanja Nijemaca po okončanju rata. Nakon rata, selo je ponovno naseljeno kolonizacijom stanovništva iz Bosne i Hercegovine. 1955. godine osnovana je i lokalna poljoprivredna zadruga koja je djelovala uz samostalnu poljoprivrednu djelatnost lokalnog stanovništva. Znatan dio stanovnika radio je i u obližnjim vukovarskim pogonima poput Vupika, Vuteksa te industrijskog kompleksa Borovo.

### Domovinski rat
Godine 1991. u razdoblju raspada SFR Jugoslavije veliki dio negoslavačkih Srba sudjelovao je u pobuni i ratu protiv Republike Hrvatske te je selo postalo dio samoproglašene i međunarodno nepriznate Republike Srpske Krajine. U selu je u ljeto i ranu jesen 1991. bio smješten štab srpske paravojske i Jugoslavenske narodne armije. Zatočene osobe najprije su dovođene u školu gdje su provođena ispitivanja nakon kojih ih se premještalo po podrumima privatnih kuća. Broj zatočenika kretao se ovisno o veličini podruma, ali okvirno je bilo od 10 do 50 zatočenih po pojedinom podrumu. Jedan dio logora kontrolirale su snage JNA, a drugi dio srpska paravojska i četnici. Drugi dio je bio posebice zloglasan jer zatočenici u pravilu nisu preživjeli torture. Zatočenicima su ruke vezane žicom ili plastikom, a kada su vođeni na ispitivanja onda su im vezali i oči tako da ne mogu ništa vidjeti. Na ispitivanjima su ih batinama prisiljavali da se sjete “istine”. Zatočenici su premlaćivani do smrti, bez obzira radilo se to o muškarcima, ženama ili djeci. Preživjele sprovode dalje u logore u Srbiji i to u Begejce, Stajićevo, Bubanj potok. Logor je otvoren početkom rujna 1991. godine, a zatvoren u prosincu iste godine. Kroz ova dva logora prošlo je cca. 1000 zatočenika, od toga je ubijeno ili se vodi kao nestalo 300 osoba. Većina pronađenih osoba u masovnoj grobnici kod sela Berak žrtve su koncentracijskih logora u Negoslavcima.

### Suvremena povijest
U terenskom istraživanju Ministarstva hrvatskih branitelja 2024. otkriveno je pet posmrtnih ostataka u masovna i dva u pojedinačnim grobnicama u Negoslavcima, koji su nakon prvotne obrade u Nacionalnoj memorijalnoj bolnici Dr. Juraj Njavro u Vukovaru identificirani na Zavodu za sudsku medicinu i kriminalistiku u Zagrebu.

## Gospodarstvo
Negoslavci se ubrajaju u slabije razvijene općine u Hrvatskoj i klasificirani su kao prva katogorija područja od posebne državne skrbi.

## Galerija
- Zgrada Općine Negoslavci
- Trgovina poljoprivredne opreme
- Spomenik u sjećanje na žrtve Drugog svjetskog rata
- Dvojezični natpisi u Negoslavcima
- Kuća na Glavnoj (Vukovarskoj) ulici u Negoslavcima

## Poznate osobe
- Verica Lukić, pjesnikinja[7]

## Spomenici i znamenitosti
- Hram uznesenja presvete Bogorodice
- Spomenik palih žrtava u drugom svjetskom ratu.

## Obrazovanje
Prvi odjel Osnovne škole u Negoslavcima otvoren je 1761. godine, kada je podignuta i prva školska zgrada. Dugo je škola je bila četverogodišnja, da bi od 1992. godine postala osmogodišnja. Danas Osnovna škola Negoslavci broji nešto manje od 100 učenika. 

## Kultura
- Kulturno-umjetničko društvo Bekrija
- Pododbor SKD Prosvjeta iz Zagreba

## Šport
- NK Negoslavci, županijski ligaš
- Šah-klub Negoslavci
- Powerlifting klub "Omladinac" Negoslavci[8]